# Papyrus 106

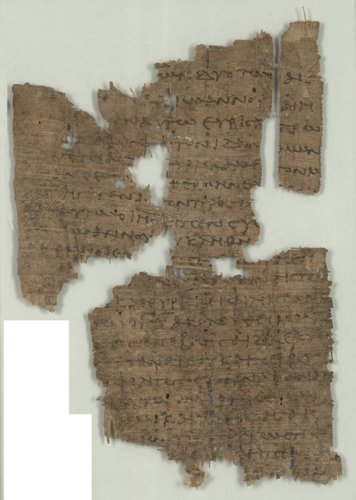
Papyrus 106, verso

Papyrus 106 (volgens de nummering van Gregory-Aland) of {\displaystyle {\mathfrak {P}}^{106}}, of P.Oxy. 4445, is een fragment van een oud afschrift van het Nieuwe Testament op papyrus. Het bevat het Evangelie volgens Johannes 1: 29-35 en 1: 40-46. Het wordt bewaard in de Papyrologie afdeling van de Art, Archaeology and Ancient World Library in Oxford Verenigd Koninkrijk.
Op grond van schrifttype wordt een ontstaan vroeg in de 3e eeuw aangenomen.

## Tekst
De Griekse tekst van de codex vertegenwoordigt de Alexandrijnse tekst (eigenlijk Proto-Alexandrijns). Het is verwant aan Papyrus 66, Papyrus 75, Codex Sinaiticus, en Codex Vaticanus.
Johannes 1:34 heeft ὁ ἐκλεκτός en komt dus overeen met de  handschriften Papyrus 5 , b, e, ff2, syrc, s. In Johannes 1:41 ontbreekt ουτοι .

### Officiële registratie
- "Continuation of the Manuscript List" Institute for New Testament Textual Research, University of Münster. Retrieved April 9, 2008